# Sumpigaster plumicornis
Sumpigaster plumicornis är en tvåvingeart som först beskrevs av Louis-Paul Mesnil 1957.  Sumpigaster plumicornis ingår i släktet Sumpigaster och familjen parasitflugor. Inga underarter finns listade i Catalogue of Life.